# Aracnofobia

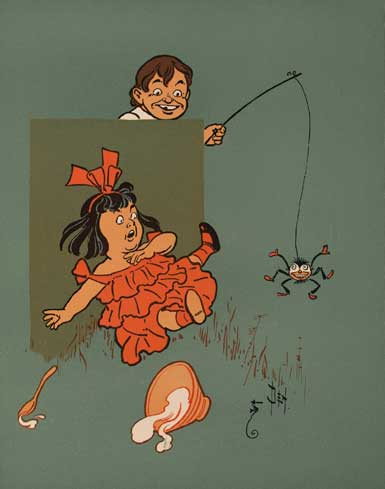
La viñeta escenifica el poema Little Miss Muffet, en el que el personaje sale corriendo al ser asustada con una araña de juguete.

La aracnofobia es el miedo a las arañas y otros arácnidos como escorpiones. Es uno de los miedos más comunes y posiblemente el miedo de animales más extendido. El día mundial de la aracnofobia es el 11 de agosto. Algunos aracnofóbicos pueden temer solo a arañas grandes y robustas como las de las familias Lycosidae, Theraphosidae y Sparassidae, mientras que en otros casos extremos pueden temer incluso a arañas pequeñas y gráciles como Salticidae y Araneidae. 
Las reacciones de los aracnofóbicos frecuentemente parecen irracionales a otras personas. Procuran mantenerse alejados de cualquier sitio donde creen que habitan arañas, o donde han observado telas de araña. Si ven una araña de lejos, quizá no puedan entrar en la zona, aunque sea espaciosa, o al menos tendrán que hacer antes un esfuerzo para controlar su pánico, que se caracteriza por sudoración, respiración rápida, taquicardia y náusea. También los que sufren aracnofobia cuando ven una araña sea grande o pequeña, se apresuran a erradicar la araña, y siempre utilizando algún objeto alargado, para no tener que acercarse demasiado al arácnido. El miedo a las arañas puede determinar el lugar donde el fóbico decide vivir, o el sitio al que acudirá en vacaciones, y limitar los pasatiempos de los que puede disfrutar. 
Aunque la mayoría de los arácnidos no son peligrosos para las personas, aquellos que tienen aracnofobia siguen padeciendo miedo. Incluso un objeto con forma de araña puede causar un ataque a un aracnofóbico.
Como la mayoría de los miedos, la aracnofobia se puede curar con tratamiento psicológico. Lo habitual es usar métodos que exponen  a la persona con el miedo al animal que le aterroriza, terapia de choque o desensibilización sistemática.